# تشاك ويلي
تشاك ويلي (بالإنجليزية: Chuck Wiley)‏ هو لاعب كرة قدم أمريكية أمريكي، ولد في 6 مارس 1975 في باتون روج في الولايات المتحدة.

## وصلات خارجية
- تشاك ويلي على موقع مرجع كرة القدم المحترفة.كوم (الإنجليزية)